# ROM-レス。
『ROM-レス。』（ろむれす）は、白雪しおんによる4コマ漫画作品。
『まんがタイムきらら』（芳文社）において2004年6月号から2007年2月号まで、同誌の姉妹誌『まんがタイムきららキャラット』において2004年10月号から2005年4月号まで、『まんがタイムきららMAX』において2004年7月号に、それぞれ掲載された。

## あらすじ
ちいさなレストラン「こねこ館」。働き者の店長、静夜の手によって、小さいながらもそこそこ繁盛しているものの、ぐうたらな兄、有賀や面倒くさがり屋な妹、潤架はほとんど店の手伝いをしてくれず、いつも大忙し。ところがある日、ゲーム三昧の兄が、ゲームの中からカワイイ女の子、久凪を実体化させることに成功。しかもその子に、静夜は一目惚れ。忙しいレストランを切り盛りしつつ、静夜と久凪の間でロマンスをはぐくんでいけるのか？それとも、静夜のかつての彼女である千奈と、再びよりを戻してしまうのか？ちいさなレストラン「こねこ館」を舞台に繰り広げられる、ほんわかキュートな、ラブコメ4コマ漫画。
なお、『まんがタイムMAX』2004年7月号掲載分より、副題 the girl from video game が追加されている。

## 主な登場人物
河村 有賀（かわむら あるが）
河村家、長男。ゲーマーかつ、重度のオタク。普段は、小さいレストラン「こねこ館」の床に転がっていることが多い。いつも笑顔を絶やさず、若く見えるが25歳。一見、ただのニートにしか見えないが、超優秀な成績で大学を卒業。自作ゲームのヒロインを実体化させるなど、オタク分野において天才的な能力を発揮する。コスプレ好き。黙って立ってさえいればハンサムらしく、妹の友人に「潤架のお兄さん、カッコイイもんね」と言われたことがある。
河村 静夜（かわむら せいや）
河村家、次男。20歳。ぐうたらな兄と妹に恵まれる。小さいレストラン「こねこ館」のシェフ兼ウェイター兼実質的なオーナー、そして衣装制作フェチ。フリルとカワイイものが大好きで、ゴスロリ衣装とかも制作する。以前に有賀とお酒を頼んでいたが、これは自分で飲むための物ではなく店用のものだった。キャラ属性は、ネコミミ&メガネっコ。最近では、ネコしっぽも標準装備で登場。ただし、ヨコシマな目を持つ読者にしか見えない。
実は作者は静夜を「しずや」と読ませるつもりであったが、編集者のミスで「せいや」になってしまったらしい（作者曰く「『せいや』でも『しずや』でも→でも好きなようによんでね」とのこと）。
河村 潤架（かわむら うるか）
河村家、長女。オタクな兄と、少女趣味の兄を抱えており、非常にシニカルかつ、クール。高校生のはずだが、店に入りびたり。学校はサボりがちな模様。最近では、「こねこ館」で偶然ぶつかった謎のウェイターが、なんだか気になる模様。
久凪（くなぎ）
「こねこ館」のウェイトレス。
有賀によって作り出された、ゲーム内の疑似人格。外見は、弟である静夜の元彼女「藤崎千奈」をモデルに作成。性格は、少女趣味でおとなしい、理想的な女の子を目指して作られた模様。その甲斐あって、弟の静夜は久凪にベタ惚れである。現在、ゲーム画面から抜け出して実体化しており、こねこ館のウェイトレスとして活躍中である。
藤崎 千奈（ふじさき ちな）
「こねこ館」のウェイトレス。物語初期には登場せず、中盤から登場したキャラクター。
明るく、健康的で、脳天気な20歳。久凪の外見のモデルとなっただけあって、久凪とは瓜二つ。ただし性格は対極的で、時に我侭と思えるほどに押しが強い。
見かけによらず大食い。過去に、つまみ食いが原因で、他のファミレスをクビになった実績あり。静夜とは同級生らしく、過去につきあっていた模様。奥手で、ヘタレな静夜を押し倒し、色々な事をしたらしい。一度は別れたものの、静夜が嫌いになって別れたわけでは無いらしい。連載の中盤で静夜と再会。静夜に対して未練があるらしく、こねこ館のウェイトレスとして静夜とともに日常を過ごすようになる。

## 書誌情報
- 白雪しおん『ROM-レス。』芳文社、（まんがタイムきらら、まんがタイムきららキャラット、まんがタイムきららMAX）全2巻
  1. 2006年9月12日発行、ISBN 4-8322-7590-9
  2. 2007年5月27日発行、ISBN 978-4-8322-7632-1